# Юбілейне (Борзинський район)
Юбіле́йне (рос. Юбилейное) — село у складі Борзинського району Забайкальського краю, Росія. Входить до складу Южного сільського поселення.

## Історія
Село утворено 2013 року шляхом виділення з села Южне.